# Тимбей

Тимбей і ротині

Тимбей (яп. テ ィ ン ベ, Тімбе) — невеликий окінавский кулачний щит, який застосовується в парі з коротким списом або мачете, що називається ротині (яп. ローチン, ро-тін). Ця зброя є традиційною зброєю Окінавського кобудо. Більшість дослідників вважають що тимбей прийшов на острови Рюкю з Китаю, а застосування його походить до шаоліньського ушу. Тимбей, або щит, має овальну або круглу форму, зазвичай близько 30-45 в ширину або діаметр. Традиційні тимбеї виготовлялися з черепашачих панцирів, металу або плелися з лози. Сучасні школи використовують пластикові тимбеї. Тимбей тримали в лівій руці і використовували для захисту.